# Anaecypris hispanica
Anaecypris hispanica és una espècie de peix cipriniforme de la família dels ciprínids que es troba a la península Ibèrica: riu Bembezar i alguns rierols de la conca del riu Guadiana.
És un peix d'aigua dolça i de clima temperat.
Els mascles poden assolir 7,5 cm de longitud total.
Es troba amenaçat d'extinció a causa de la destrucció del seu hàbitat natural i de la contaminació de l'aigua.